# Neurotrichus
Neurotrichus — рід ссавців родини кротових (Talpidae).